# کرایسلر سبرینگ
کرایسلر سبرینگ (Chrysler Sebring) نام یک اتومبیل ساخت شرکت کرایسلر است که در سال‌های ۱۹۹۵–۲۰۱۰ در ایالات متحده آمریکا تولید شده‌است.
این خودرو در کلاس خودرو سایز متوسط قرار گرفته است.